# كورال 66
لغة كورال (أو لغة تطبيقات الوقت الفعلي عبر الإنترنت للكمبيوتر) هي لغة برمجة تم تطويرها عام 1964 في مؤسسة رويال رادار (RRE) بمالفن المملكة المتحدة مجموعة جزئيةمن جوفيال. وقد عمل على تطويرها لاحقا آي إف كوري وإم جريفيث. أما تعريفها الرسمي  فقد عمل على تحريره كل من وودوورد وويذرال وجورمان وصدرت لأول مرة عام 1970.
وكورال 66 هي لغة برمجة متعددة الأغراض، تعتمد على ألجول 60 مع بعض سمات من كورال 64 والفورتران. وهي تتضمن أنماط سجل هيكلي (كما في لغة باسكال) وتدعم تجميع البيانات في تخزين محدود (مثل باسكال (لغة برمجة)). ومثل إدنبرة آي إم بي، فهي تسمح للمجمع المطمر، ويقدم أيضا فحوص وتشخيصات للوقت الفعلي. وهي تستهدف بصورة خاصة تطبيقات الوقت الفعلي ولاستخدامها في الحواسيب مع قدرة معالجة محدودة بما فيها تلك المقتصرة على عمليات حسابية ذات نقاط ثابتة وتلك الغير مدعمة بمساحة مخصصة للتخزين الديناميكي.
وقد كانت اللغة ذات معيار متداخل الخدمات لبرمجة السكرية البريطانية، كما كانت متبعة أيضا في الأغراض المدنية في الضبط البريطاني والصناعات الأوتوماتيكية. وقد كانت تستخدم في كتابة البرمجيات لكل من حواسيب فيرانتي وجي إي سي منذ عام 1971 وما بعد. وقد تواجدت تلك التطبيقات أيضا بمنصات إنترداتا Interdata 8/23، PDP-11، VAX، ALPHA وخوادم إتش بي إنتجريتي HP Integrity هانيويلوكمبيوتر تكنولوجي ليمتد موديولار ون Computer Technology Limited (CTL, later ITL) Modular -1، وأيضا سولاريس الذي يعمل ب سبارك لينكس Linux الذي يعمل إنتل INTEL.
كما تم تطوير نسخة أخرى من كورال 66 خلال نهاية السبعينات وبداية الثمانينات بواسطة جي بي أو GPO، بالتعاون مع GEC و STC وبليسي Plessy لاستخدامه في حواسب التحكم التبادلي للهواتف الرقمية سيستم إكس System X المعروفة ب PO-CORAL والتي تم تسميتها فيما بعد BT-CORAL حين اشتقت British telecom من مكتب البريد. وقد كانت السمات الفريدة لهذه اللغة هي نقطة التركيز على تنفيذ الوقت الفعلي ومعالجة الرسائل وحدود تنفيذ العبارات بين انتظار المدخلات وحظر التكرار لمنع الحاجة لأي عوادم.
ونظرا لأن حورال كانت تستهدف مجموعة متنوعة من أعمال الوقت الفعلي بدلا من الأعمال المكتبية العامة DP، ولم يكن من المعتقد المطالبة بأي مكافئ قياسي لمكتبة ستديو stdio. وقد جعل ذلك الحياة أصعب لكل من يتعلم اللغات الجديدة كما أن إنتاج مجرد برنامج أهلا بالعالملم يكن مجرد إنجاز.
الشفرة المصدرية لمصنف كورال 66 (كتبت بلغة لغة البرمجة الأساسية المختلطةBCPL) تم استردادها ثم تم مسح "التعريف الرسمي لكورال 66 بواسطة HMSO، وقد أصدر مكتب براءات اختراع وزارة الدفاع ترخيصا لمشروع تاريخ حواسيب إدنبرة ليسمح لهم بوضع كل من الشفرة ومرجع اللغة عبر الإنترنت للاستخدام غير التجاري.

## وصلات خارجية
- CORAL 66 test program extracted from the Test Responder report
- CORAL 66 benchmarks
- EDS CORAL 66 compiler for Vax/VMS (commercial working CORAL 66 system)
- XGC Software's Coral 66 compiler (commercial system)
- XGC Coral 66 Language Reference Manual (HTML) and in PDF format, based on the Official Definition.
- BS5905 نسخة محفوظة 27 سبتمبر 2007 على موقع واي باك مشين. CORAL 66 Standard
- DEF STAN 05-47
- PDP-11 CORAL/ASM interfacing library
- ECCE editor script to translate CORAL 66 into Edinburgh IMP